# Siroplacodium atrum
Siroplacodium atrum är en svampart som beskrevs av Petr. 1940. Siroplacodium atrum ingår i släktet Siroplacodium, divisionen sporsäcksvampar och riket svampar.   Inga underarter finns listade i Catalogue of Life.